# La Vie d'Édouard II d'Angleterre
 (février 2021).
Si vous disposez d'ouvrages ou d'articles de référence ou si vous connaissez des sites web de qualité traitant du thème abordé ici, merci de compléter l'article en donnant les références utiles à sa vérifiabilité et en les liant à la section « Notes et références ».
La Vie d'Édouard II d'Angleterre (Leben Eduards der Zweiten von England) est une pièce de théâtre du dramaturge allemand Bertolt Brecht écrite en 1923 et 1924 avec Lion Feuchtwanger et créée le 18 mars 1924. 
Il s'agit d'une adaptation de la pièce Édouard II de Christopher Marlowe.

## Personnages
- Édouard II
- la Reine Anne
- Kent
- Édouard  III
- Gaveston
- l'Archevêque de Winchester
- le Grand Prieur de Coventry
- Roger Mortimer
- Lancastre
- Rice ap Howell
- Berkeley
- Spencer
- Baldock
- Gurney l'aîné
- Gurney le cadet
- Lightborn
- James